# 克洛诺斯
（羅馬化：Krónos）是第一代泰坦十二神的領袖，也是泰坦中最年輕的。
他是天空之神烏拉諾斯和大地之神蓋亞的兒子。他推翻了他父親烏拉諾斯的殘暴統治，並且領導了希臘神話中的黃金時代，直到他被他自己的兒子宙斯推翻。其他的第一代泰坦神大多被關在地底的塔耳塔罗斯之中，而他自己則是被宙斯砍成碎片。
克洛諾斯和瑞亞結婚，但他怕自己會被孩子們給取代，所以吞下所有的孩子，唯獨宙斯沒有被吞下。

## 克洛諾斯的後代
1. 與阿佛洛狄忒所生
  1. 波托斯
2. 與菲吕拉所生
  1. 喀戎
3. 與瑞亞所生
  1. 赫斯提亚
  2. 得墨忒耳
  3. 哈帝斯
  4. 赫拉
  5. 波塞頓
  6. 宙斯

## 大眾文化
- 在《圣斗士星矢EPISODE.G》及其衍生作品系列中為掌管時間之神，泰坦神族最强之主。
- 美國奇幻小說《波西傑克森》的主要反派。曾敗給三個兒子宙斯、波賽頓與黑帝斯。
- 微軟開發的電子遊戲《神話世紀》的劇情戰役中，與主角陣營敵對的人物意圖喚醒克洛諾斯。
- 在游戏《Warframe》中作为新手可以制造的第一把武器出现。
- 在《戰神III》中以巨人的姿態大戰克雷多斯（Kratos）。
- 在游戏《Rock of Ages]》中作为最终关卡的敌人出现。

## 外部連結
- TheoiProject: Kronos （页面存档备份，存于） in classical literature